# Страффорд (Міссурі)
Страффорд (англ. Strafford) — місто (англ. city) в США, в окрузі Грін штату Міссурі. Населення — 2561 особа (2020).

## Географія
Страффорд розташований за координатами 37°16′11″ пн. ш. 93°7′11″ зх. д. / 37.26972° пн. ш. 93.11972° зх. д. (37.269622, -93.119692).  За даними Бюро перепису населення США в 2010 році місто мало площу 6,81 км², уся площа — суходіл. В 2017 році площа становила 7,82 км², уся площа — суходіл.

## Демографія
Згідно з переписом 2010 року, у місті мешкало 2358 осіб у 867 домогосподарствах у складі 636 родин. Густота населення становила 346 осіб/км².  Було 922 помешкання (135/км²).
Расовий склад населення:
| - 95,8 % — білих - 0,8 % — корінних американців - 0,5 % — чорних або афроамериканців - 0,3 % — азіатів |

До двох чи більше рас належало 2,5 %. Частка іспаномовних становила 1,9 % від усіх жителів.
За віковим діапазоном населення розподілялося таким чином: 28,8 % — особи молодші 18 років, 58,8 % — особи у віці 18—64 років, 12,4 % — особи у віці 65 років та старші. Медіана віку мешканця становила 34,2 року. На 100 осіб жіночої статі у місті припадало 91,2 чоловіків;  на 100 жінок у віці від 18 років та старших — 84,8 чоловіків також старших 18 років.
Середній дохід на одне домашнє господарство  становив 50 324 долари США (медіана — 44 696), а середній дохід на одну сім'ю — 56 113 долари (медіана — 49 420). Медіана доходів становила 34 141 долар для чоловіків та 32 109 доларів для жінок. За межею бідності перебувало 9,0 % осіб, у тому числі 12,2 % дітей у віці до 18 років та 1,9 % осіб у віці 65 років та старших.
Цивільне працевлаштоване населення становило 1074 особи. Основні галузі зайнятості: освіта, охорона здоров'я та соціальна допомога — 20,4 %, роздрібна торгівля — 16,2 %, виробництво — 15,8 %.